# Pedro Páez
Pedro Páez Jaramillo (portugalsky Pêro Pais) (1564, Olmeda de las Fuentes, Španělsko – 20. května 1622, Gondar, Etiopie) byl španělský jezuita a cestovatel v portugalských službách. Proslavil se svými objevy v Etiopii.
V roce 1589 byl z vyslán z Goy v Indii do Etiopie. Cestou byl zajat piráty a prodán do otroctví v Jemenu, kde zůstal do roku 1596. Během pobytu v otroctví se naučil arabsky. V roce 1596 pokračoval přes Egypt v cestě do Etiopie. Do Massawy v dnešním státě Eritrea dospěl v roce 1603, odtud pokračoval do Debarwy. Během pobytu v Etiopii podnikl několik cest k jezeru Tana a řece Abbaj, o které zjistil, že je totožná s Modrým Nilem. Zjistil také to, že stoupání vody v řece Nil v Egyptě souvisí s dešťovým obdobím v Etiopii.